# SMS Prinz Eugen (1862)
SMS Prinz Eugen – drugi z okrętów typu Kaiser Max, zbudowany dla Österreichische Marine. Położenie stępki pod okręt odbyło się w październiku 1861 roku w stoczni Stabilimento Tecnico Triestino. Okręt został zwodowany w czerwcu 1862 roku i ukończony w marcu 1863 roku. Jego uzbrojenie główne składało się z 16 armat 48-funtowych i 15 armat 24-funtowych w tradycyjnej aranżacji burtowej. Burty chronione były przez pancerz grubości 110 mm.
„Prinz Eugen” wziął udział w bitwie pod Lissą w lipcu 1866 roku, gdzie walczył z flotą włoskich okrętów pancernych. Nie zadał przeciwnikom znacznych uszkodzeń i sam powrócił z bitwy nieuszkodzony. W 1867 roku okręt zmodernizowano w celu polepszenia jego dzielności morskiej i uzbrojenia, ale i tak został szybko wyprzedzony przez rozwój technologii morskiej w latach 60. i 70. W 1873 roku już przestarzały okręt został „przebudowany”, chociaż tak naprawdę wiązało się to z jego rozebraniem, a jego pancerz, maszyneria i inne mniejsze części i wyposażenie zostały użyte do budowy nowego okrętu o tej samej nazwie.

## Konstrukcja
SMS „Prinz Eugen” miał 70,78 m długości między pionami, 10 m szerokości i 6,32 m średniego zanurzenia. Wypierał 3588 ton, zaś załoga liczyła 386 oficerów i marynarzy. Jego napęd składał się z jednego silnika parowego pojedynczego rozprężania, który napędzał pojedynczą śrubę. Informacje o liczbie i rodzaju jego opalanych węglem kotłów parowych nie przetrwały. Silnik miał moc 1900 KM, co zapewniało prędkość maksymalną 11 węzłów. Zasięg maksymalny okrętu wynosił 1200 Mm przy prędkości 10 węzłów.
„Prinz Eugen” był pancernikiem bateryjnym, uzbrojonym w 16 ładowanych odprzodowo armat 48-funtowych i 15 ładowanych odprzodowo armat 24-funtowych kal. 150 mm. Dodatkowo w skład wyposażenia jednostki wchodziło po jednym dziale 12-funtowym i 6-funtowym. W 1867 roku uzbrojenie zostało wymienione na 12 odprzodowych armat Armstrong kal. 178 mm i dwie armaty 4-funtowe kal. 76 mm. Burty chronione były przez pas kutego żelaza o grubości 110 mm, rozciągający się od dziobu do rufy.

## Służba
Stępka pod „Prinz Eugen” położona została w październiku 1861 roku w stoczni Stabilimento Tecnico Triestino. Okręt został zwodowany 14 czerwca 1862 roku, a zakończenie prac wykończeniowych nastąpiło w marcu 1863 roku, po czym pancernik został wprowadzony do służby w austriackiej marynarce wojennej. Otwarty dziób okrętu był bardzo „mokry”, co stwarzało znaczne problemy ze sterownością. W lutym 1864 roku Austria poparła Prusy w czasie II wojny o Szlezwik. „Prinz Eugen” i dwa okręty pancerne typu Drache pozostały na Adriatyku w celu osłony austriackiego wybrzeża, podczas gdy eskadra okrętów została wysłana na Morze Północne.
W czerwcu 1866 roku Prusy i Włochy wypowiedziały wojnę Austrii, rozpoczynając w ten sposób wojnę prusko-austriacką. Wilhelm von Tegetthoff został awansowany do stopnia kontradmirała, objął dowodzenie całą austriacką flotą i od razu zarządził mobilizację. Gdy okręty były już w pełni obsadzone, rozpoczęły się ćwiczenia w Fasanie. 27 czerwca Tegetthoff zabrał flotę w pobliże Ankony, by sprowokować Włochów do wyjścia w morze, ale włoski dowódca, admirał Carlo di Persano nie zdecydował się podjąć walki. Tegetthoff ponowił próbę 6 lipca, ale włoska flota ponownie pozostała w porcie.

### Bitwa pod Lissą

Szyk eskadr przed bitwą. Pełnym kolorem oznaczono okręty pancerne.

16 lipca Persano wyprowadził swoją flotę z Ankony i skierował się w stronę wyspy Lissa, do której dotarł dwa dni później. Razem z główną flotą złożoną z 12 okrętów pancernych, pod wyspę przybyły również transportowce z zaokrętowanymi 3000 żołnierzami. Następne dwa dni Włosi spędzili, bombardując austriackie pozycje i nieskutecznie próbując wysadzić desant. Między 17 a 19 lipca Tegetthoff otrzymał kilka telegramów informujących o włoskim ataku, lecz na początku uważał je za fałszywe, wierząc, że miały one za zadanie wyciągnięcie austriackiej floty z jej baz w Puli i Wenecji. Dopiero rankiem 19 lipca zrozumiał, że Lissa rzeczywiście jest włoskim celem i poprosił o pozwolenie na atak. Gdy flota Tegetthoffa przybyła w okolice Lissy 20 lipca, włoskie okręty ustawione były w szyku do kolejnej próby lądowania. Włosi podzieleni byli na trzy grupy, z których tylko dwie mogły skoncentrować się na czas, by przeciwstawić się Austriakom. Tegetthoff uformował swoje okręty pancerne w szyk klinowy, z „Prinz Eugenem” na prawej flance; drewniane okręty z drugiego i trzeciego dywizjonu podążyły za nimi w takich samych formacjach.
W trakcie formowania szyku swoich okrętów Persano przeniósł się ze swojego okrętu flagowego, „Re d’Italia”, na „Affondatore”. To spowodowało przerwę we włoskiej formacji i Tegetthoff skorzystał z okazji, by rozdzielić włoską flotę, i rozpocząć walkę na bliski dystans. Przepłynął przez wyrwę, ale nie udało mu się staranować żadnego nieprzyjacielskiego okrętu, przez co musiał zawrócić i podjąć jeszcze jedną próbę. Podczas pierwszego podejścia „Prinz Eugen” otworzył ogień ze swoich dziobowych dział, ale nie uzyskał żadnych trafień. Kiedy do akcji weszły działa głównego kalibru, „Prinz Eugen” zaczął strzelać pełnymi salwami do niezidentyfikowanych włoskich okrętów. „Affondatore” przepłynął blisko austriackiego pancernika, ale nie zdołał go staranować ani uzyskać żadnych trafień.
Do tego czasu „Re d’Italia” została staranowana i zatonęła, a okręt obrony wybrzeża „Palestro” płonął; niedługo później miał zostać zniszczony przez wybuch magazynu amunicji. Persano przerwał bitwę i, mimo że wciąż miał przewagę liczebną nad Austriakami, nie zdecydował się przeprowadzić kontrataku swymi zdemoralizowanymi siłami. Ponadto jego flocie kończyły się amunicja i węgiel. Włosi, a następnie Austriacy, zaczęli się wycofywać; Tegetthoff postanowił oddalić się na bezpieczny dystans, by nie ryzykować utraty swojego sukcesu. Po zapadnięciu zmroku obie floty kierowały się już w stronę swoich baz w Ankonie i Puli.

### Dalsza służba
Po powrocie do Puli Tegetthoff utrzymywał swoją flotę na północnym Adriatyku, gdzie prowadziła działania rozpoznawcze przeciwko możliwemu włoskiemu atakowi. Jednak włoskie okręty nigdy się nie pojawiły, a 12 sierpnia oba państwa podpisały rozejm w Cormons. To zakończyło walki i doprowadziło do traktatu wiedeńskiego w 1866 roku. Pomimo że Austriacy pokonali Włochów w bitwach pod Lissą i Custozą, sami zostali doszczętnie pobici przez Prusy pod Sadową. W rezultacie Austria, która w 1867 roku na mocy ugody austriacko-węgierskiej stała się Austro-Węgrami, zmuszona była oddać Włochom Wenecję. Każda połowa monarchii dualistycznej mogły zawetować decyzje drugiej części, przez co, ze względu na brak zainteresowania Węgrów ekspansją morską, znacząco ograniczono budżet na marynarkę wojenną. Jednym z natychmiastowych skutków wojny było rozbrojenie i wycofanie ze służby znacznej liczby austriackich okrętów.
Po wojnie flota przeprowadziła skromny program modernizacji, polegający głównie na przezbrojeniu pancerników w nowe działa gwintowane. „Prinz Eugen” został przebudowany w 1867 roku, w celu poprawienia jego słabej dzielności morskiej. Jego otwarty dziób został oplaterowany, a uzbrojenie wymienione na 12 odprzodowych armat Armstrong kal. 178 mm i dwie armaty 4-funtowe kal. 76 mm. Jako że do roku 1873 okręty były już przestarzałe, a ich burty i pokłady zbutwiałe, austro-węgierska marynarka zdecydowała się je zastąpić. Parlament odmówił środków na budowę nowych okrętów, co zmusiło marynarkę do znalezienia innego sposobu na zastąpienie przestarzałych jednostek. Natomiast projekty rekonstrukcji okrętów były rutynowo akceptowane przez parlament, więc marynarka oficjalnie „przebudowała” „Prinza Eugena” i jego siostrzane okręty. W rzeczywistości z okrętów odzyskano jedynie silniki bez kotłów, płyty pancerne i inne mniejsze części. „Prinz Eugen” został rozebrany w listopadzie 1873 roku w stoczni Uljanik w Puli. Nowe okręty otrzymały takie same nazwy jak ich poprzednicy, w celu zachowania pozorów.